# Aeroports de Catalunya
Aeroports de Catalunya (Aeroportos da Catalunha) é uma sociedade pública da Generalidade da Catalunha dependente do Departamento de Território. A sociedade é a encarregada de gerir os aeroportos, aeródromos e heliportos propriedade da empresa ou da Generalitat. A sua sede empresarial está em Barcelona.
Atualmente é proprietária e faz a gestão direta dos seguintes aeroportos:
- Aeroporto de Lérida-Alguaire
- Aeroporto de Andorra-La Seu d'Urgell

Esta empresa quer consolidar um novo modelo de gestão aeroportuária, trabalhar em favor duma política comercial efetiva e promover as instalações existentes bem como as futuras transferências de competência de outros aeroportos no território. Trabalha para manter e melhorar uma rede de aeródromos mais completa e conservar uma rede de heliportos para todos os serviços possíveis.
Também trabalha como parceiro no Comité de Desenvolvimentos de linhas aéreas conjuntamente com a AENA para outros aeroportos, como o de Barcelona ou Girona.